# Rushwal Samaai
Rushwal Samaai (ur. 25 września 1991 w Paarl) – południowoafrykański lekkoatleta specjalizujący się w skoku w dal.
Brązowy medalista igrzysk Wspólnoty Narodów w Glasgow oraz mistrzostw Afryki w Marrakeszu (2014). W 2016 był piąty na halowych mistrzostwach świata w Portland. Mistrz Afryki oraz dziewiąty skoczek w dal igrzysk olimpijskich w Rio de Janeiro (2016). Brązowy medalista mistrzostw świata w Londynie (2017). W 2018 zdobywał medale na igrzyskach Wspólnoty Narodów i mistrzostwach kontynentu. Piąty w finale skoku w dal na światowym czempionacie w Doha (2019).
Stawał na najwyższym stopniu podium mistrzostw RPA.
Rekordy życiowe: stadion – 8,49 (22 kwietnia 2017, Potchefstroom); hala – 8,18 (20 marca 2016, Portland) były rekord Południowej Afryki.

## Osiągnięcia
| Rok  | Impreza                    | Miejsce        | Lokata            | Wynik |
| ---- | -------------------------- | -------------- | ----------------- | ----- |
| 2014 | Igrzyska Wspólnoty Narodów | Glasgow        | 3. miejsce        | 8,08  |
| 2014 | Mistrzostwa Afryki         | Marrakesz      | 3. miejsce        | 7,84w |
| 2015 | Mistrzostwa świata         | Pekin          | el. – 20. miejsce | 7,79  |
| 2016 | Halowe mistrzostwa świata  | Portland       | 5. miejsce        | 8,18  |
| 2016 | Mistrzostwa Afryki         | Durban         | 1. miejsce        | 8,40w |
| 2016 | Igrzyska olimpijskie       | Rio de Janeiro | 9. miejsce        | 7,97  |
| 2017 | Mistrzostwa świata         | Londyn         | 3. miejsce        | 8,32  |
| 2018 | Halowe mistrzostwa świata  | Birmingham     | 6. miejsce        | 8,05  |
| 2018 | Igrzyska Wspólnoty Narodów | Gold Coast     | 3. miejsce        | 8,22  |
| 2018 | Mistrzostwa Afryki         | Asaba          | 1. miejsce        | 8,45  |
| 2018 | Puchar interkontynentalny  | Ostrawa        | 1. miejsce        | 8,16  |
| 2019 | Mistrzostwa świata         | Doha           | 5. miejsce        | 8,23  |
| 2022 | Mistrzostwa świata         | Eugene         | el. – 15. miejsce | 7,86  |